# Fiskeri og hvalfangst ved Færøerne
Fiskeri og hvalfangst ved Færøerne er en dansk undervisningsfilm fra 1950 instrueret af Erik R. Knudsen og efter manuskript af Heine S. Heinesen.

## Handling
Til undervisningsbrug. Der vises først linefiskeri fra fiskekutter; det giver stor fangst af torsk, helleflyndere og rokker. Dernæst ses storhvalfangst; man følger jagten på en flok finhvaler, ser hvalen blive harpuneret, hvorefter den slæbes til hvalfangerstationen, flænses og parteres.